# Beglerbég

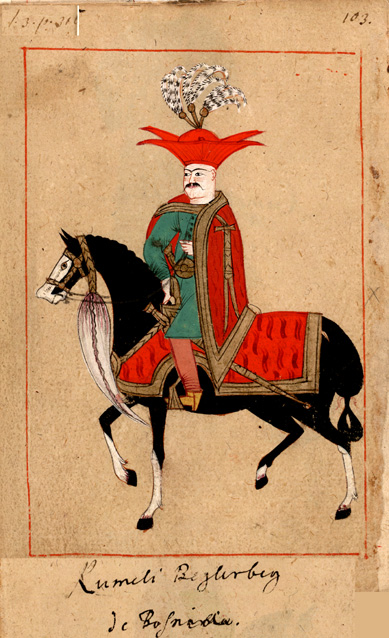
A boszniai beglerbég ábrázolása 1657-ből

A beglerbég (törökösen bejler-bej; jelentése szerint: „a bejek beje”) egyes vezíri rangon álló katonák magas hivatallal járó külön rangja volt az Oszmán Birodalomban. Először (valószínűleg I. Oszmán idején) egyetlen személy kapta meg ezt a rangot, mint katonai főparancsnok. Később két beglerbég volt, az egyik a Rumili bejler bej (a ruméliai, vagyis az európai birtokok fő beje), a másik az Anádolu bejler bej (az anatóliai birtokok fő beje). Később a birodalom növekedésével a vilajetek élére is egy-egy beglerbég került, de az anatóliai és a ruméliai beglerbég feljebbvalójuk maradt. 1600 körül 22, a 17. század végére már 40 beglerbég volt a birodalomban.
A bosnyák bejler-bej (Abdulah Škaljić) 1580 szeptemberében alapította meg a ruméliai, a budai, temesvári, a boszniai, az egri és a kanizsai bejler-bej közigazgatási egységeket.

## Mai nyomai
Ez a hivatal ugyan megszűnt, csak a Boszporusz kisázsiai partjához közel maradt egy Bejler-bej nevű helység. Van benne egy ilyen nevű márványpalota is (Bejler-bej szeraji), amit Abdul-Aziz szultán építtetett magának; most főleg a híresebb európai vendégeket szállásolják el benne.
A boszniai bosnyák vezetéknevekben is megtalálhatjuk még a titulust:  Beglerbegović.